# 1780 Kippes
1780 Kippes este un asteroid din centura principală, descoperit pe 12 septembrie 1906, de August Kopff.